# Liste der Baudenkmäler in Hawangen
Auf dieser Seite sind die Baudenkmäler in der schwäbischen Gemeinde Hawangen zusammengestellt. Diese Tabelle ist eine Teilliste der Liste der Baudenkmäler in Bayern. Grundlage ist die Bayerische Denkmalliste, die auf Basis des Bayerischen Denkmalschutzgesetzes vom 1. Oktober 1973 erstmals erstellt wurde und seither durch das Bayerische Landesamt für Denkmalpflege geführt wird. Die folgenden Angaben ersetzen nicht die rechtsverbindliche Auskunft der Denkmalschutzbehörde.

## Baudenkmäler
| Lage                    | Objekt                              | Beschreibung | Akten-Nr.             | Bild           |
| ----------------------- | ----------------------------------- | --- | --------------------- | -------------- |
| Kirchplatz 1 (Standort) | Katholische Pfarrkirche St. Stephan | Saalbau mit eingezogenem Chor und westlichem Satteldachturm, im Wesentlichen zweite Hälfte 15. Jahrhundert, 1722 von Simpert Kramer instand gesetzt und erweitert; mit Ausstattung. | D-7-78-149-1 Wikidata | weitere Bilder |